# Río Aude
El Aude (en occitano y catalán Aude, pero con diferentes pronunciaciones en cada caso) es un río de Francia que desemboca en el Mar Mediterráneo en el Grau de Vendres, en el límite entre los departamentos de Hérault y de Aude. Nace a 2185 m s. n. m. en los Pirineos franceses, en la comarca del Capcir, en el departamento de los Pirineos Orientales. Su longitud es de 224,1 km y drena una cuenca de 5300 km².
Su recorrido en el departamento de los Pirineos Orientales se limita a su inicio, donde su valle conforma la comarca del Capcir. Después recorre algunos kilómetros por Ariège, y a partir de aquí, y salvo tres cortos tramos en los que forma límite entre los departamentos de Aude y Hérault, su recorrido queda incluido en el departamento al que da nombre. Las principales poblaciones por las que pasa son Quillan, Limoux y Carcasona. Narbona está conectada a este río por el canal de la Robine.
Hasta Limoux su curso discurre entre montañas, por lo que presenta gargantas (gorges de Saint-Georges, desfiladero de Pierre-Lys, estrecho de Alet). En su llanura, desde Carcasona, corre casi paralelo al Canal du Midi. Su régimen es pluvio-nival.

## Principales afluentes
Los principales afluentes del río Aude, siguiendo aguas abajo son los siguientes (las denominaciones antes de la barra son las occitanas y catalanas, tras la barra las francesas).
- Bruyante, con 19 km de longitud, afluye al Aude por la ribera izquierda en Rouze/Usson-les-Bains.
- Aigueta/Aiguette, con 20 km, por la ribera derecha en Santa Colomba de Guette
- Rebenti/Rébenty, con 34 km, por la ribera izquierda en Sant Martin de Lis/Saint-Martin-de-Lys
- Corneilla, con 20 km, por la ribera derecha en Limòs/Limoux
- Sou, con 30 km, por la ribera izquierda en Cépia/Cépie
- Lauquet , con 37 km, por la ribera derecha en Confolenç/Couffoulens
- Fresquel, con 63 km, por la ribera izquierda en Carcassona/Carcassonne
- Orbièl, con 41 km, por la ribera izquierda en Trèbes
- Argent Doble/Argent-Double, con 37 km, por la ribera izquierda en La Redòrta/La Redorta
- Onhon/Ognon, con 23 km, por la ribera izquierda en Olonçac/Olonzac
- Orbiu u Orbion/Orbieu, con 30 km, por la ribera derecha en Sant Nasari/Saint-Nasaire-d'Aude
- Cèsse/Cesse, con 54 km, por la ribera izquierda en Sant Marcèl/Saint-Marcel-sur-Aude

## Departamentos y ciudades que recorre
- Pirineos Orientales, por la comarca de la Fenolleda;
- Erau/Hérault, pasando por Olançac;
- Aude, transcurriendo por Atsat/Axat, Quilhan/Quillan, Coisan, Limós/Limoux, Carcasona/Carcassonne, Trebes/Trébes, Narbona/Narbonne, Corsan.